# Copa de Alemania de 1937
La Copa de Alemania de 1937 fue la tercera edición de la copa anual de fútbol de Alemania nazi que contó con la participación de 62 equipos.
El FC Schalke 04 venció en la final al Fortuna Dusseldorf en el Müngersdorfer Stadion para ser campeón de copa nacional por primera vez luego de haber clasificado a las dos finales anteriores.

## Primera Ronda
| VfB Sömmerda           | 0 – 4  | Eintracht Braunschweig     |       |
| TuRa Bonn              | 4 – 2  | SV 06 Kassel-Rothenditmold |       |
| FC St. Pauli           | 0 – 1  | Rot-Weiß Oberhausen        |       |
| Kickers Frankenthal    | 1 – 3  | FC Schalke 04              |       |
| Schwarz-Weiß Barmen    | 5 – 1  | SV Dessau 05               |       |
| VfB Friedberg          | 0 – 2  | SV Waldhof Mannheim        |       |
| VfR Mannheim           | 4 – 1  | Kickers Offenbach          |       |
| SV Ratibor 03          | 2 – 3  | PSV Chemnitz               |       |
| ASV Nürnberg           | 0 – 1  | VfB Stuttgart              | (AET) |
| SC Planitz             | 3 – 1  | Beuthener SuSV 09          |       |
| TuRU Düsseldorf        | 4 – 7  | Hannover 96                |       |
| Minerva 93 Berlin      | 0 – 0  | SC Victoria Hamburg        | (AET) |
| Schlesien Haynau       | 0 – 10 | BC Hartha                  |       |
| Wacker 04 Tegel Berlin | 6 – 0  | SV Hindenburg Allenstein   |       |
| Freiburger FC          | 1 – 3  | Wormatia Worms             |       |
| 1. SSV Ulm 1928        | 4 – 1  | 1. FC Nürnberg             |       |
| PSV Lübeck             | 0 – 1  | Berliner SV 92             |       |
| Germania Bochum        | 6 – 5  | VfR Köln                   |       |
| FV Zuffenhausen        | 0 – 3  | SpVgg Fürth                |       |
| RSV Harburg            | 2 – 5  | Werder Bremen              |       |
| Borussia Dortmund      | 3 – 1  | Hamburger SV               |       |
| Alemannia Plaidt       | 1 – 3  | Duisburger FV 08           |       |
| VfB Mühlburg           | 2 – 1  | FSV Frankfurt              |       |
| Dunlop SV Hanau        | 0 – 2  | Eimsbütteler TV            |       |
| SpVgg Sülz             | 2 – 0  | Eintracht Frankfurt        |       |
| Tennis Borussia Berlin | 3 – 1  | SC Sperber Hamburg         |       |
| SC Bajuwaren München   | 1 – 4  | Karlsruher FV              |       |
| Homberger SV 03        | 0 – 1  | Holstein Kiel              |       |
| BuEV Danzig            | 2 – 3  | Hertha BSC                 | (AET) |

### Replay
| SC Victoria Hamburg | 2 – 0 | Minerva 93 Berlin |

## Segunda Ronda
| Eintracht Braunschweig | 2 – 0 | TuRa Bonn              |       |
| FC Schalke 04          | 2 – 1 | Rot-Weiß Oberhausen    |       |
| SV Waldhof Mannheim    | 3 – 0 | Schwarz-Weiß Barmen    |       |
| PSV Chemnitz           | 5 – 2 | VfR Mannheim           |       |
| VfB Stuttgart          | 2 – 0 | SC Planitz             |       |
| Hannover 96            | 3 – 2 | SC Victoria Hamburg    |       |
| BC Hartha              | 2 – 1 | Wacker 04 Tegel Berlin |       |
| Wormatia Worms         | 4 – 1 | 1. SSV Ulm 1928        |       |
| Berliner SV 92         | 3 – 0 | Germania Bochum        |       |
| SpVgg Fürth            | 7 – 1 | FV 1906 Breslau        |       |
| Werder Bremen          | 3 – 4 | Borussia Dortmund      | (AET) |
| Duisburger FV 08       | 1 – 0 | VfB Mühlburg           |       |
| Eimsbütteler TV        | 2 – 0 | SpVgg Sülz             |       |
| Tennis Borussia Berlin | 3 – 4 | Dresdner SC            | (AET) |
| Karlsruher FV          | 0 – 2 | Fortuna Düsseldorf     |       |
| Holstein Kiel          | 5 – 3 | Hertha BSC             |       |

## Tercera Ronda
| Eintracht Braunschweig | 0 – 1 | FC Schalke 04      | (AET) |
| SV Waldhof Mannheim    | 2 – 0 | PSV Chemnitz       |       |
| VfB Stuttgart          | 2 – 1 | Hannover 96        |       |
| BC Hartha              | 4 – 2 | VfR Wormatia Worms |       |
| Berliner SV 92         | 1 – 0 | SpVgg Fürth        |       |
| Borussia Dortmund      | 1 – 1 | Duisburger FV 08   | (AET) |
| Dresdner SC            | 3 – 0 | Eimsbütteler TV    |       |
| Fortuna Düsseldorf     | 2 – 1 | Holstein Kiel      |       |

### Replay
| Duisburger FV 08 | 1 – 3 | Borussia Dortmund |

## Cuartos de final
| FC Schalke 04       | 3 – 1 | Berliner SV 92    |
| SV Waldhof Mannheim | 4 – 3 | Borussia Dortmund |
| Dresdner SC         | 3 – 1 | VfB Stuttgart     |
| Fortuna Düsseldorf  | 4 – 1 | BC Hartha         |

## Semifinales
| FC Schalke 04      | 2 – 1 | SV Waldhof Mannheim |
| Fortuna Düsseldorf | 5 – 2 | Dresdner SC         |

## Final
| 9 de enero de 1938 | Schalke 04                 | 2–1     | Fortuna Düsseldorf | Müngersdorfer Stadion, Cologne                           |                                                          |
|                    | Kalwitzki 46' · Szepan 47' | Reporte | Janes 84' (pen.)   | Asistencia: 72 000 espectadores Árbitro(s): Hans Grabler | Asistencia: 72 000 espectadores Árbitro(s): Hans Grabler |

| Schalke 04 | Fortuna Düsseldorf |

| ARQ          |  | Hans Klodt      |
| DEF          |  | Ernst Sontow    |
| DEF          |  | Hans Bornemann  |
| MED          |  | Rudolf Gellesch |
| MED          |  | Otto Tibulski   |
| MED          |  | Walter Berg     |
| DEL          |  | Ernst Kalwitzki |
| DEL          |  | Fritz Szepan    |
| DEL          |  | Ernst Poertgen  |
| DEL          |  | Ernst Kuzorra   |
| DEL          |  | Adolf Urban     |
| Entrenador:  |  |                 |
| Hans Schmidt |  |                 |

| ARQ         |  | Willi Pesch          |
| DEF         |  | Paul Janes           |
| DEF         |  | Bernhard Kluth       |
| MED         |  | Paul Mehl            |
| MED         |  | Jakob Bender         |
| MED         |  | Edmund Czaika        |
| DEL         |  | Ernst Albrecht       |
| DEL         |  | Willi Wigold         |
| DEL         |  | Hans Heibach         |
| DEL         |  | Felix Zwolanowski    |
| DEL         |  | Stanislaus Kobierski |
| Entrenador: |  |                      |
| Karl Flink  |  |                      |